# La Vie nouvelle (roman)
Pour les articles homonymes, voir La Vie nouvelle.
La Vie nouvelle (en turc : Yeni Hayat) est un roman de l'écrivain turc Orhan Pamuk, publié en 1995. Récipiendaire du prix Nobel de littérature 2006, Pamuk écrit ce roman pendant les années 1992-1994. 
La traduction de l'œuvre du turc en français par Münevver Andaç paraît aux éditions Gallimard en 1998.

## Résumé
Le roman raconte la vie d'Osman, un jeune étudiant stanbouliote bouleversé par la lecture d'un livre mystérieux et visiblement obsédant. Il fait par la même occasion la rencontre d'un couple d'amis étudiants, Djanan et Mehmet, eux aussi bouleversés par l'ouvrage, mais qui disparaissent soudainement. Osman entreprend alors un long voyage au cœur de la Turquie profonde dans le but de les retrouver et comprend en même temps que la vie nouvelle tant promise par le mystérieux ouvrage n'est peut-être rien d'autre que la mort…

## Thème
Ce roman s'avère une longue réflexion sur mort, donc sur la vie nouvelle, l'horizon nouveau ; d'autre part, le voyage d'Osman à travers la Turquie est en même temps une suite d'épreuves - il survit notamment à des accidents d'autobus - dans sa double quête de Djanan, dont il est amoureux, et d'une vie nouvelle.

## Extrait
- Premier chapitre (page 13) :

« Un jour, j'ai lu un livre, et toute ma vie en a été changée. Dès les premières pages, j'éprouvai si fortement la puissance du livre que je sentis mon corps écarté de ma chaise et de ma table devant laquelle j'étais assis. Pourtant, tout en ayant l'impression que mon corps s'éloignait de moi, tout mon être demeurait plus que jamais assis sur ma chaise, devant ma table, et le livre manifestait tout son pouvoir non seulement, sur mon âme, mais sur tout ce qui faisait mon identité. Une influence tellement forte que je crus que la lumière qui se dégageait des pages me sautait au visage : son éclat aveuglait toute mon intelligence, mais en même temps, la rendait plus étincelante. »
- Second chapitre (page 56) :

« 
Peu violente au début, elle m’envahit si fort au fil des pages, si profondément, que je sentis fondre tout mon être. Pris d’un besoin insupportable de vivre et de courir, animé par un enthousiasme et une impatience qui me tenaillaient le ventre, je lus le livre jusqu’au matin.  »